# Ким Ин Сон
Ким Ин Сон (кор. 김인성; 9 сентября 1989, Ансан) — южнокорейский футболист, полузащитник клуба «Пхохан Стилерс».

## Клубная карьера
Начал играть в футбол в команде Университета Сонгюнгван. В 2011 году выступал за клуб второй корейской лиги «Каннын Сити» из одноименного города.
Оказался в ЦСКА в результате соглашения с компанией Hyundai. 9 января 2012 года отправился с молодёжной командой в турецкий Белек на первый предсезонный сбор. 17 января принял участие в товарищеском матче «молодёжки» со сверстниками из «Мотеруэлла» (2:0). Произведя благоприятное впечатление на тренерский штаб, 19 января Ким был направлен в Кампоамор, где проходил сбор основной команды. 1 февраля заключил с ЦСКА контракт по системе «1+2». В этот же день он был заявлен для участия в Лиге чемпионов наряду с Понтусом Вернблумом и Ахмедом Мусой. 3 марта в матче с «Зенитом» дебютировал в российской Премьер-Лиге — вышел на поле на 89 минуте игры, заменив Мусу.
15 января 2013 года стало известно, что ЦСКА исключил полузащитника из заявки на оставшуюся часть сезона.
Весной 2013 года подписал контракт с южнокорейским клубом «Соннам Ильхва Чхонма». Дебютировал в высшей лиге Южной Кореи 30 марта в матче с командой «Тэгу» (0:0).

## Достижения
ЦСКА
- Бронзовый призёр чемпионата России: 2011/12

«Чонбук Хёндэ Моторс»
- Чемпион Кей-лиги Классик: 2014

«Ульсан Хёндэ»
- Обладатель Кубка Южной Кореи: 2017
- Победитель Лиги чемпионов АФК: 2020